# Chamra
La Chamra (in russo Хамра́? o Хамара) è un fiume della Russia siberiana orientale, affluente di sinistra della Lena. Scorre nella Siberia meridionale, nel Lenskij ulus della Sacha (Jacuzia).

## Descrizione
La lunghezza del fiume è di 145 km, l'area del suo bacino è di 2 610 km². Sfocia nella Lena a 2 582 km dalla sua foce, vicino al villaggio di Chamra. La larghezza del fiume nel corso inferiore è di 25 m, la profondità è di 0,8 m, il fondo è roccioso. La portata media annua a 2 km dalla foce è di 12,16 m³/s.